# Walter Stelzer

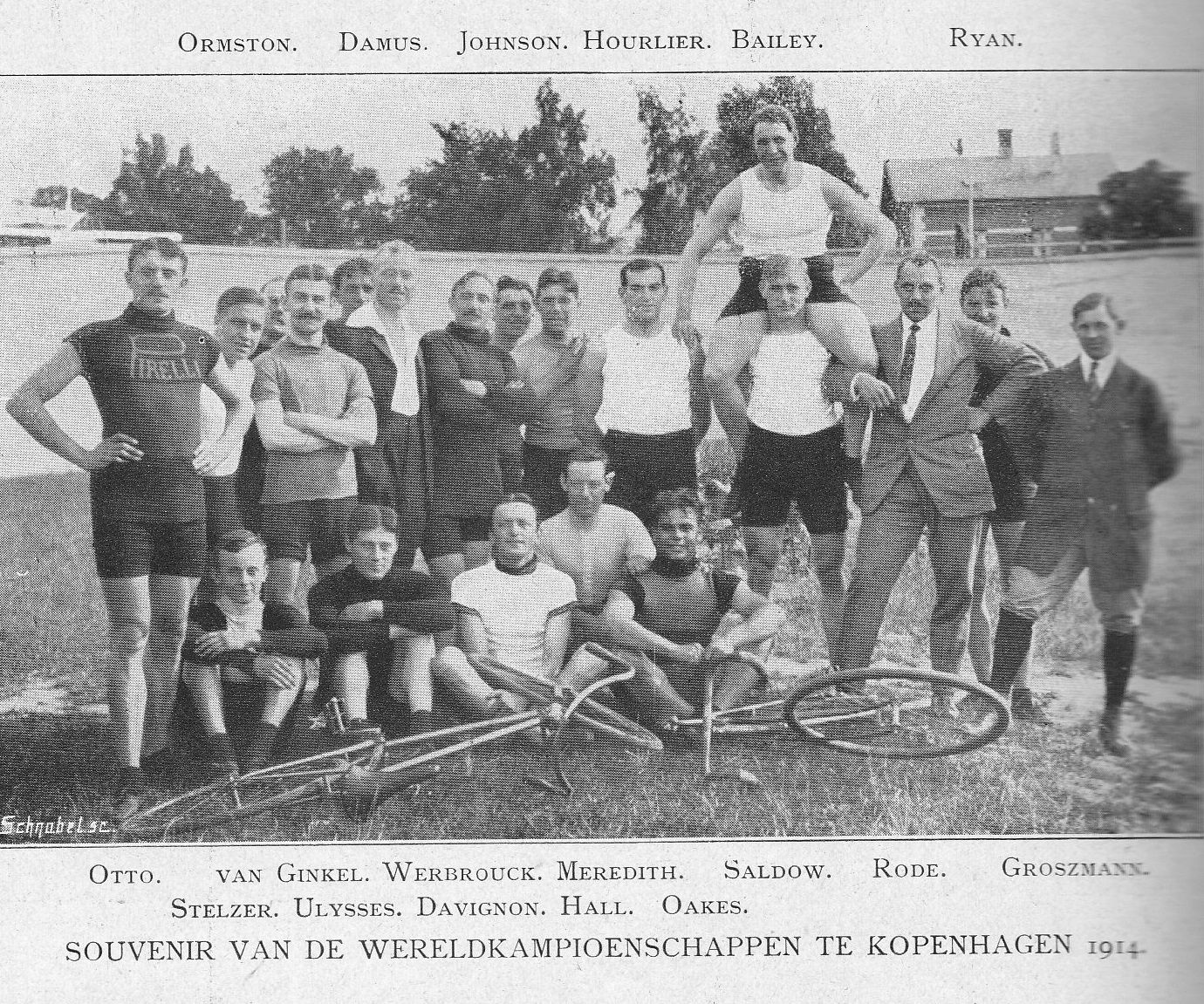
Walter Stelzer auf dem Gruppenbild von den UCI-Bahn-Weltmeisterschaften 1914 in Kopenhagen.

Walter Stelzer (* 15. Juli 1896 in Dresden; † 28. Oktober 1914 in Moorslede, Belgien) war ein deutscher Radrennfahrer.

## Sportliche Laufbahn
Stelzer war im Bahnradsport aktiv. Bei den Bahnradsport-Weltmeisterschaften 1914 im August 1914 in Ordrup bei Kopenhagen gewann er beim Sieg von Cor Blekemolen die Bronzemedaille im Steherrennen der Amateure. Es war die einzige Disziplin, die bedingt durch den Beginn des Ersten Weltkrieges, ausgetragen wurde.
Stelzer verstarb kurze Zeit nach seinem Medaillengewinn in der Kriegsgefangenschaft in Belgien an seinen Kriegsverwundungen.